# Guadalajara de Buga
Buga [,Guadalajara de] là một khu tự quản thuộc tỉnh Valle del Cauca, Colombia. Thủ phủ của khu tự quản Buga [,Guadalajara de] đóng tại Buga Khu tự quản Buga [,Guadalajara de] có diện tích 873 ki lô mét vuông. Đến thời điểm ngày 28 tháng 5 năm 2005, khu tự quản Buga [,Guadalajara de] có dân số 107036 người.